# HD 131562
HD 131562, c Волка (лат. c Lupi) — одиночная звезда в созвездии Волка на расстоянии приблизительно 208 световых лет (около 63,8 парсеков) от Солнца. Видимая звёздная величина звезды — +5,386m.

## Характеристики
HD 131562 — белая звезда спектрального класса A1IV/V, или A2V, или A2III, или A3IV, или A2. Масса — около 2,326 солнечных, радиус — около 2,214 солнечных, светимость — около 20,33 солнечных. Эффективная температура — около 8621 K.

## Планетная система
В 2019 году учёными, анализирующими данные проектов HIPPARCOS и Gaia, у звезды обнаружена планета.